# Phaonia laticrassa
Phaonia laticrassa är en tvåvingeart som beskrevs av Xue, Chen och Xiaolong Cui 1997. Phaonia laticrassa ingår i släktet Phaonia och familjen husflugor. Inga underarter finns listade i Catalogue of Life.